# Cesenaticos sjöfartsmuseum
Cesenaticos sjöfartsmuseum (italienska: Museo della Marineria di Cesenatico) är ett sjöfartsmuseum i Cesenatico i regionen Emilia-Romagna i norra Italien.
Museet består av en inomhusdel och en museihamn. Det är inriktat på sjöfarten i norra och mellersta delen av Adriatiska havet och utställningarna är uppbyggda runt två traditionella segelfartyg, en rymlig trabaccolo och en flatbottnad ragozzo. Olika sätt att bygga båtar illustreras med hjälp av animerade filmer.
Stadens akvarium, som bland annat visar sjöfynd från romartiden, kan nås från muséet.

## Museihamnen

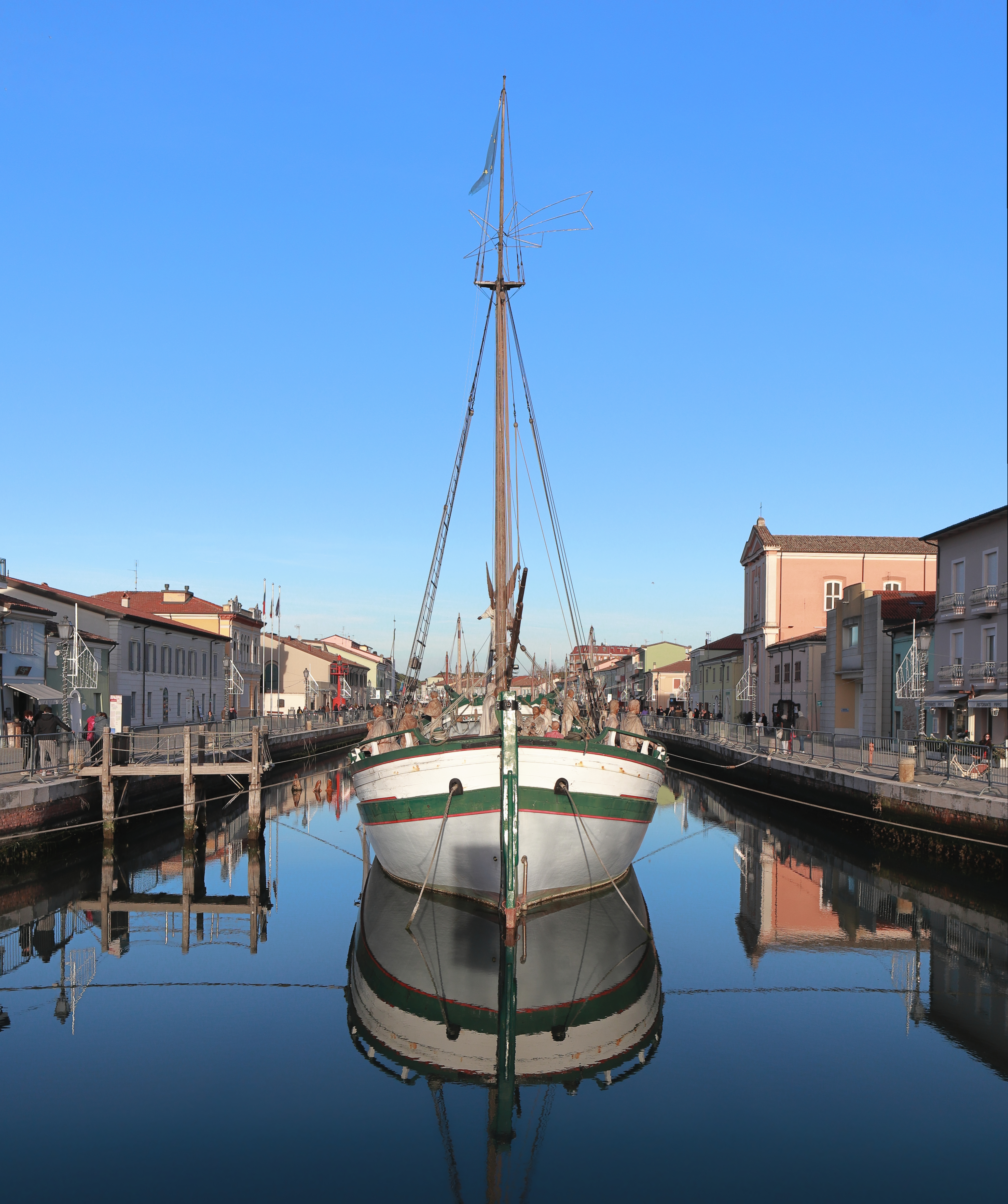
En loggert i museihamnen.

Museihamnen är belägen i en renoverad hamnkanal som ritades av Leonardo da Vinci på 1500-talet. Den är öppen hela året och visar tio olika båttyper som användes i området i slutet av 1800-talet och början av 1900-talet. Seglens gula, orangea och röda färger visar vilka familjer som äger båtarna.
Det är möjligt att besöka den stora loggerten när sjöfartsmuseet är öppet.